# Klid lesa (Dvořák)
Klid lesa nebo jen Klid, (též pod anglickým názvem Silent Woods) je skladba Antonína Dvořáka, původně publikovaná pod německým názvem Waldesruhe, která je pátou částí čtyřručního klavírního cyklu Ze Šumavy op. 68 / B. 133, z roku 1883.
Skladbu autor přepsal také pro violoncello a klavír (B. 173) a pro violoncello a orchestr (B. 182).

## Historie
Původní předloha, op. 68, vznikla v roce 1883 na žádost nakladatele Fritze Simrocka. Dvořák, známý svými úpravami populárních skladeb pro jiné nástroje, 28. prosince 1891 dokončil úpravy své skladby pro violoncello a klavír. U příležitosti svého odjezdu do Nového světa uspořádal počátkem roku 1892 rozlučkové turné s houslistou Ferdinandem Lachnerem a violoncellistou Hanušem Wihanem. Jeho aranžmá dosáhlo takové slávy, že 28. října 1893 Dvořák napsal novou úpravu pro violoncello a orchestr. Tyto úpravy poprvé publikoval koncem roku 1894 Fritz Simrock, který změnil německý titul zvolený Dvořákem - Die Ruhe (Klid) - na Waldesruhe (Klid lesa).
Stejně jako ostatní kusy op. 68, Klid lesa je lyrická skladba, která se rozvíjí z tempa pomalu a zpěvně (lento e molto cantablie), do snivého tématu Des dur, a poté opět pomalu (Lento. Tempo I) po intermezzu poněkud rychleji (Un pochettino più mosso) cis moll.